# Lomaspilis brunnescens
Lomaspilis brunnescens là một loài bướm đêm trong họ Geometridae.